# Einar Wenes
Einar Wenes, född 20 oktober 1922 i dåvarande Orkdals kommun i Sør-Trøndelag fylke (nuvarande Orklands kommun i Trøndelag fylke), död 2 september 1985, var en norsk skådespelare.
Wenes debuterade 1947 på Nationaltheatret och verkade där till 1950. Åren 1951–1955 var han vid Den Nationale Scene, 1955–1961 frilans, 1961–1976 vid Det norske teatret och från 1976 åter frilans. Bland hans roller återfinns Bendik i Tjugendagen av Aslaug Vaa, titelrollen i Jo Gjende av Tore Ørjasæter, samt Krogstad i Henrik Ibsens Ett dockhem och Mortensgård i Rosmersholm.
Han gjorde även åtta film- och TV-roller 1953–1975 med debut i Edith Carlmars Ung frue forsvunnet.
Wesnes ligger begravd på Vår Frelsers gravlund i Oslo.

## Filmografi
- 1953 – Ung frue forsvunnet
- 1960 – Veien tilbake
- 1966 – Rosmersholm
- 1972 – Kong Oidipus
- 1972 – Motforestilling
- 1972–1974 – Fleksnes fataliteter (TV-serie)
- 1975 – Faneflukt
- 1975 – Skraphandlerne